# كول أوف ديوتي: جوستس
كول أوف ديوتي: جوستس أو أشباح (بالإنجليزية: Call of Duty: Ghosts)‏ هي لعبة فيديو من نوع تصويب منظور الشخص الأول طورت من قبل إنفنتي وورد مع دعم من ريفن سوفتوير ونيفرسوفت ونشرت بواسطة أكتيفجن. اللعبة هي الجزء العاشر في سلسلة كول أوف ديوتي والجزء السادس من تطوير إنفنتي وورد. صدرت عالمياً في 5 نوفمبر، 2013 على ميكروسوفت ويندوز وبلاي ستيشن 3 وإكس بوكس 360 والوي يو، بينما صدرت في 15 نوفمبر، 2013 للبلاي ستيشن 4 تزامناً مع إطلاقه وفي 22 نوفمبر، 2013 للإكس بوكس ون تزامناً مع إطلاقه أيضاً.

## الحبكة

### الخلفية والشخصيات
أبطال اللعبة هم الجوستس، فرقة أمريكية خاصة مدربة على القيام بمهام سرية خلف خطوط العدو. قائد الوحدة كابتن متقاعد في الجيش الأمريكي يدعى إيلاي والكر (ستيفن لانج)، يرافقه ولداه لوغان وديفيد «هيش» والكر (براندون روث)، جنبا إلى جنب مع كلب راعي ألماني يدعى رايلي والكابتن توماس A. ميريك (جيفري بيرس) والرقيب كيغان P. روس (براين بلوم).
كول أوف ديوتي: جوستس تقع في جدول زمني بديل حيث يدمر الشرق الأوسط نووياً. الدول الجنوب أمريكية المصدرة للنفط تشكل فيدرالية رداً على الأزمة الاقتصادية العالمية وسرعان ما تنمو لتصبح قوة عظمى عالمية، وتقوم بسرعة بغزو والسيطرة على أمريكا الوسطى والكاريبي. مجرم اللعبة هو غابرييل رورك (كيفن غيج)، عضو سابق في جوستس يصبح خائن بعد أن امسكته الفيدرالية وغسلت دماغه.

### القصة
اللعبة تبدأ مع إيلايس يروي لابناه قصة كيف ظهر الجوستس لأول مرة. بينما في نفس الوقت في الفضاء، تقوم الفيدرالية باختطاف محطة التحكم الفضائية بسلاح خارق على شكل قمر صناعي يدعى ODIN، وتستخدمه لتدمير عدة مدن في الجنوب الغربي من الولايات المتحدة. يقوم رواد الفضاء الأمريكيين الباقين على قيد الحياة بالتضحية بأنفسهم لتدمير المحطة الفضائية ومنع أقمار ODIN الأخرى من تدمير باقي البلاد. إيلايس وولداه بالكاد يهربان من دمار مدينة سان ديغو.
بعد 10 سنوات لاحقة، الولايات المتحدة قد قاتلت الفيدرالية إلى حدود الجنوب الغربي من البلاد التي تضم المدن المدمرة من هجوم ODIN، إلى أرض تدعى «المحرمة» (No Man's Land). لوجان وأخوه هيش هما عضوان في وحدة أمريكية بقيادة والدهم وخلال القيام بدورية، يكتشفان أن شخص أمريكي يعمل مع الفيدرالية يدعى «رورك». بعد ذلك بقليل، يتعرض الاثنان إلى كمين من قبل أعضاء وحدة الجوستس الذي يبحثون عن رفيقهم أجاكس، الذي أمسكه رورك. ينضم لوجان وهيش للمهمة برفقة الجوستس لإنقاذ أجاكس لكنهم يصلون متأخرين لإنقاذه. بعد ذلك يلتقون بوالدهم الذي يكشف عن نفسه كقائد الجوستس.
يؤمن إيلايس ان ولداه أصبحا جاهزين للانضمام للجوستس، لذلك يرحب بهما في الوحدة ويخبرهما أن رورك كان قائد للجوستس ذات يوم، وانه أثناء مهمة قامت بها الجوستس في الماضي لأغتيال رئيس الفيدرالية، كان على إيلاي التخلي عن روكي، الذي أفترض أنه في عداد الموتى، لكن الفيدرالية امسكته ووحولته إلى خائن وهو الآن يصطاد رفاقه السابقين في الوحدة.
يقوم الجوستس بتعقب رورك والإمساك به، لكن أثناء العودة به للوطن، يهاجم رجال رورك طائرتهم وينقذونه. يقوم جوستس بهبوط اضطراري في عمق غابات الامازون وهناك يشاهد الفريق صاروخاً يطلق لغرض غير معلوم. بعد انقاذهم من الغابات. يهاجم الجوستس مختبر تابع للفيدرالي في جبال الانديز ويستحوذون على معلومات تخص عملية سرية في مصنع في ريو دي جانيرو. لتأمين الطريق للمصنع، تدمر الوحدة منصة أطلس نفطية في القطب الجنوبي وذلك لاستدراج أسطول العدو بعيدا عن هدفها ثم يقومون بتدمير مدمرة حربية تحرس الساحل البرازيلي. عندما يدخل الفريق إلى المصنع، يكتشف أن الفيدرالية قامت بعكس هندسة تنكولوجيا ODIN وطورت ODIN خاص بهم. بعد تدمير المصنع، يذهب إيلايس وولداهم إلى مخبأ في لاس فيغاس لكنهم يقعون في قبضة رورك، الذي يقوم بقتل إيلايس أمام ناظري ولديه، لكن هيش ولوغان يتمكنا من الهرب.
تدرك الولايات المتحدة ان في حالة تغشيل الفيدرالية للقمر ODIN فأنهم سيخسرون الحرب دون شك، لذلك تقوم الولايات المتحدة بتجميع كل قواتها المتبقية من أجل تدمير مركز فضاء في صحراء تشيلي بينما يقوم فريق صغير من الجنود بالذهاب إلى غلاف الأرض من الاستيلاء على أقمار الفديرالية في الفضاء. عندما تكتمل المهمتان، يطارد هيش ولوجان رورك على متن قطار من أجل الانتقام لوالدهم وينجحون في ذلك على ما يبدو. يقوم لوغان بسحب هيش من الماء بعد تدمير القطار، إلا أن رورك يظهر أنه ليس ميت. يحاول لوغان حماية أخيه المصاب لكن ذراعه المكسورة لا تسعفه ثم يقوم رورك باختطاف لوغان ويقول له انه سيغسل دماغه من أجل يقتل بقية الجوستس. في مشهد بعد انتهاء ظهور أسماء العاملين على اللعبة، يظهر لوغان محبوس داخل حفرة في الادغال، على الأغلب هي نفس أساليب التعذيب التي مر بها رورك.

## تطوير
في 7 فبراير، 2013، أكدت أكتيفجن بأن لعبة كول أوف ديوتي جديدة قيد التطوير وأنها ستصدر في الربع الرابع لسنة 2013.
مع نهاية قصة مودرن وورفير في MW3. بدأت سلسلة كول أوف ديوتي بسلسلة فرعية جديدة ليتزامن مع أطلاق الجيل الثامن من منصات الألعاب في الأسواق. اللعبة مبنية بواسطة محرك جديد طورته إنفنتي وورد ومن المتوقع أن يقدم تجارب جديدة للاعبين.

## الإعلان
في 29 أبريل، 2013، قامت شركة أكتيفجن بتحديث الموقع الرسمي للسلسلة وذلك بوضع صورة غير واضحة المعالم تظهر كل مرة يقوم مستخدم بتسجيل الدخول إلى الموقع عبر تويتر أو الفيسبوك. في اليوم التالي أتضحت معالمها وظهرت صورة جمجمة. بعض التفاصيل عن اللعبة تسربت مسبقاً، خصوصاً عندما سحبت شركة تيسكو أسم اللعبة بعد أن أدرجتها لبلاي ستيشن 3 عن طريق الخطأ. العديد من متاجر التجزئة الأخرى أدرجت اللعبة لبلاي ستيشن 3 والأكس بوكس 360 والوي يو.
العرض المبديء لجوستس طرح في 1 مايو، 2013، بعنوان «محاربون ملثمون» (Masked Warriors)، ظهر فيه لمحات لناس يرتدون ملابس معارك تاريخية، من ضمنهم مجموعة واحدة من الجنود يرتدون قناع الجمجمة الموجود على غلاف اللعبة. العرض الكامل لكول أوف ديوتي: جوستس ظهر في حدث «الكشف عن منصة الأكس بوكس القادم» في 21 مايو، 2013.

## الاستقبال
| المراجع                          | التقييم     |
| -------------------------------- | ----------- |
| Computer and Video Games         | 7/10        |
| Edge                             | 7/10        |
| Electronic Gaming Monthly        | 7.5/10      |
| Eurogamer                        | 7/10        |
| Game Informer                    | 8/10        |
| GamesRadar                       | 4/5 stars   |
| غيم سبوت                         | 8/10        |
| جيم تريلرز                       | 7.0/10      |
| GameZone                         | 7.5/10      |
| آي جي إن                         | 8.8/10      |
| Official PlayStation Magazine UK | 8/10        |
| Official Xbox Magazine           | 8/10        |
| Official Xbox Magazine UK        | 8/10        |
| Destructoid                      | 5/10        |
| Joystiq                          | 3.5/5 stars |
| NG4A                             | 7.5/10      |

## روابط خارجية
- كول أوف ديوتي: جوستس على موقع IMDb (الإنجليزية)